# Gunung Sembuang Dua
Gunung Sembuang Dua är ett berg i Indonesien.   Det ligger i provinsen Aceh, i den västra delen av landet, 1 600 km nordväst om huvudstaden Jakarta. Toppen på Gunung Sembuang Dua är 1 693 meter över havet, eller 171 meter över den omgivande terrängen. Bredden vid basen är 1,3 km.
Terrängen runt Gunung Sembuang Dua är varierad.Runt Gunung Sembuang Dua är det glesbefolkat, med 11 invånare per kvadratkilometer. I omgivningarna runt Gunung Sembuang Dua växer i huvudsak städsegrön lövskog.